# اورینهاوس
اورینهاوس (به پرتغالی: Ourinhos) یک منطقهٔ مسکونی در برزیل است که در ایالت سائو پائولو واقع شده‌است. اورینهاوس ۲۹۵٫۸۲ کیلومتر مربع مساحت و ۱۱۲٬۷۱۱ نفر جمعیت دارد و ۴۸۳ متر بالاتر از سطح دریا واقع شده‌است.